# Норімацу Рука
Норімацу Рука (яп. 乗松 瑠華; нар. 30 січня 1996) — японська футболістка. Грала за збірну Японії.

## Клубна кар'єра
У 2014 році дебютувала в «Урава Редз».

## Кар'єра в збірній
Дебютувала у збірній Японії 8 травня 2014 року в поєдинку проти Нової Зеландії. У 2014 році зіграла 2 матчі в національній збірній.

## Статистика виступів
| Збірна Японії | Збірна Японії | Збірна Японії |
| Рік           | Матчі         | Голи          |
| ------------- | ------------- | ------------- |
| 2014          | 2             | 0             |
| Загалом       | 2             | 0             |